# Дони-Дубовик (Вишеград)
Дони-Дубовик (сербохорв. Доњи Дубовик / Donji Dubovik) — село в общине Вишеград Республики Сербской Боснии и Герцеговины. Население составляет 13 человек по переписи 2013 года.